# Суринам на летних Олимпийских играх 2012
Суринам принимал участие в летних Олимпийских играх 2012 года, которые проходили в Лондоне (Великобритания) с 27 июля по 12 августа, где его представляли 5 спортсменов в трёх видах спорта. На церемонии открытия Олимпийских игр флаг Суринама несла пловчиха Чиниере Пигот, а на церемонии закрытия — бегунья Кирстен Ниувендам.
На летних Олимпийских играх 2012 Суринам не сумел завоевать ни одной олимпийской медали. Все спортсмены Суринама выступали на Олимпиаде по специальным приглашениям, а не по результатам квалификации.

## Состав и результаты

### Бадминтон
Мужчины
| Соревнование     | Спортсмены          | Отборочный раунд           | Отборочный раунд | 1/8 финала           | Четвертьфинал        | Полуфинал            | Финал                | Место |
| Соревнование     | Спортсмены          | Соперник Результат         | Место            | Соперник Результат   | Соперник Результат   | Соперник Результат   | Соперник Результат   | Место |
| ---------------- | ------------------- | -------------------------- | ---------------- | -------------------- | -------------------- | -------------------- | -------------------- | ----- |
| Одиночный разряд | Вирджил Соерореджио | Группа N                   | Группа N         | Завершил выступление | Завершил выступление | Завершил выступление | Завершил выступление | 17    |
| Одиночный разряд | Вирджил Соерореджио | JPNС. Сасаки П 7:21, 12:21 | 2                | Завершил выступление | Завершил выступление | Завершил выступление | Завершил выступление | 17    |

### Лёгкая атлетика
Мужчины
Беговые виды
| Соревнование | Спортсмены  | Отборочный раунд | Отборочный раунд | Отборочный раунд | Четвертьфинал | Четвертьфинал | Четвертьфинал | Полуфинал            | Полуфинал            | Полуфинал            | Финал                | Финал                |
| Соревнование | Спортсмены  | Забег            | Результат        | Место            | Забег         | Результат     | Место         | Забег                | Результат            | Место                | Результат            | Место                |
| ------------ | ----------- | ---------------- | ---------------- | ---------------- | ------------- | ------------- | ------------- | -------------------- | -------------------- | -------------------- | -------------------- | -------------------- |
| 100 метров   | Юрген Темен | 2                | 10,55            | 1                | 1             | 10,53         | 6             | Завершил выступление | Завершил выступление | Завершил выступление | Завершил выступление | Завершил выступление |

Женщины
Беговые виды
| 200 метров | Кирстен Ниувендам | 5 | 24,07 | 8 | Завершила выступление | Завершила выступление | Завершила выступление | Завершила выступление | Завершила выступление | Завершила выступление | Завершила выступление | Завершила выступление |

### Плавание
Мужчины
| Соревнование       | Спортсмены  | Отборочный раунд | Отборочный раунд | Отборочный раунд | Полуфинал            | Полуфинал            | Полуфинал            | Финал                | Финал                | Итоговое место |
| Соревнование       | Спортсмены  | Заплыв           | Результат        | Место            | Заплыв               | Результат            | Место                | Результат            | Место                | Итоговое место |
| ------------------ | ----------- | ---------------- | ---------------- | ---------------- | -------------------- | -------------------- | -------------------- | -------------------- | -------------------- | -------------- |
| 100 метров брассом | Диган Пигот | 1                | 1:05,55          | 3                | Завершил выступление | Завершил выступление | Завершил выступление | Завершил выступление | Завершил выступление | 43             |

Женщины
| Соревнование             | Спортсмены    | Отборочный раунд | Отборочный раунд | Отборочный раунд | Полуфинал             | Полуфинал             | Полуфинал             | Финал                 | Финал                 | Итоговое место |
| Соревнование             | Спортсмены    | Заплыв           | Результат        | Место            | Заплыв                | Результат             | Место                 | Результат             | Место                 | Итоговое место |
| ------------------------ | ------------- | ---------------- | ---------------- | ---------------- | --------------------- | --------------------- | --------------------- | --------------------- | --------------------- | -------------- |
| 50 метров вольным стилем | Чиниере Пигот | 5                | 26,30            | 3                | Завершила выступление | Завершила выступление | Завершила выступление | Завершила выступление | Завершила выступление | 40             |